# Isaac Ellmaker Hiester

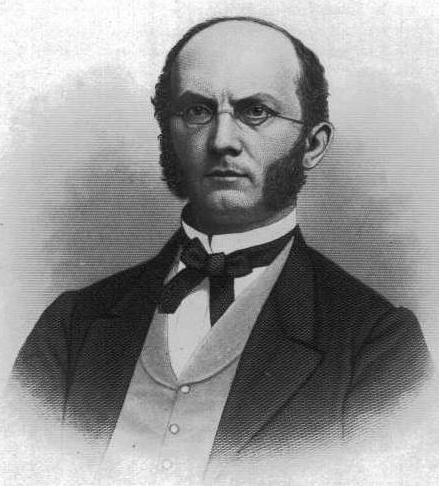
Isaac Ellmaker Hiester

Isaac Ellmaker Hiester (* 29. Mai 1824 in New Holland, Lancaster County, Pennsylvania; † 6. Februar 1871 in Lancaster, Pennsylvania) war ein US-amerikanischer Politiker. Zwischen 1853 und 1855 vertrat er den Bundesstaat Pennsylvania im US-Repräsentantenhaus.

## Werdegang
Isaac Hiester entstammte der in Pennsylvania bedeutenden Hiester-Familie. Er war der Sohn von William Hiester (1790–1853) und ein Cousin von Hiester Clymer (1827–1884), die beide Kongressabgeordnete waren. Weitere Verwandte bekleideten auf Staats- und Bundesebene ebenfalls höhere Ämter. Er besuchte bis 1842 das Yale College. Nach einem anschließenden Jurastudium und seiner 1845 erfolgten Zulassung als Rechtsanwalt begann er in Lancaster in diesem Beruf zu arbeiten. Zwischen 1848 und 1851 war er Bezirksstaatsanwalt im Lancaster County. Politisch war er Mitglied der Whig Party.
Bei den Kongresswahlen des Jahres 1852 wurde Hiester im neunten Wahlbezirk von Pennsylvania in das US-Repräsentantenhaus in Washington, D.C. gewählt, wo er am 4. März 1853 die Nachfolge von Jehu Glancy Jones antrat. Da er im Jahr 1854 nicht bestätigt wurde, konnte er bis zum 3. Januar 1555 nur eine Legislaturperiode im Kongress absolvieren. Diese war von den Ereignissen im Vorfeld des Bürgerkrieges geprägt.
Nach dem Ende seiner Zeit im US-Repräsentantenhaus praktizierte Hiester wieder als Anwalt. Politisch wandte er sich nach der Auflösung der Whigs der Demokratischen Partei zu. Im Jahr 1856 bewarb er sich erfolglos um die Rückkehr in den Kongress; im Juli 1868 nahm er als Delegierter an der Democratic National Convention in New York teil. Er starb am 6. Februar 1871 in Lancaster.